# Ficus soatensis
Ficus soatensis är en mullbärsväxtart som beskrevs av Armando Dugand. Ficus soatensis ingår i släktet fikonsläktet, och familjen mullbärsväxter. Inga underarter finns listade i Catalogue of Life.